# Мелітта заяча
Мелітта заяча (Melitta leporina) — вид бджіл родини Melittidae, зовні подібний до виду Melitta tricincta, але різниться за видом квітів, котрі відвідує.

## Характеристика
Розмір тіла — 11—13 мм, живіт має широкі жовто-коричневі смуги.

## Поширення
Поширений по всій Європі: від південної Фінляндії на південь до Кавказу, на схід — до Туреччини та України. Розповсюджений у південній Англії, рідкісний на півночі Англії та Вельсі, не зафіксований в Шотландії та Ірландії. Зустрічається на островах архіпелагу Сіллі та Нормандських островах.

## Життєдіяльність
Середовищем існування є відкриті пасовища на піщаних, крейдяних та глинистих ґрунтах, зустрічається в садах, дамбах, насипах тощо. Викопує в ґрунті гніздові нори, вхід до яких маскує в траві. Нори розгалужуються від основного входу під прямим кутом; зустрічається до 15 бічних ходів, кожний закінчується розплідником.
Літає в кінці червня — серпні. Перевагу надає квітам білої конюшини, люцерни, також відвідує буркун, заячу конюшину, лядвенець, ожину, серпій фарбувальний, будяк пониклий, кульбаби.